# Sindika Dokolo
Sindika Dokolo (Quinxassa, 16 de Março de 1972 — Dubai, 29 de Outubro de 2020) foi um coleccionador de arte e empresário quinxassa-congolês radicado angolano. Detinha uma das mais importantes colecções de arte contemporânea africana, com cerca de três mil obras.
Dokolo faleceu em 29 de outubro de 2020, aos 48 anos de idade, em Dubai.

## Família e educação
Sindika Dokolo, de pai congolês e de mãe dinamarquesa, foi criado pelos seus pais na Bélgica e na França. O seu pai, Augustin Dokolo Sanu, falecido em 2001, foi um banqueiro, milionário e apaixonado pelas artes africanas; a sua segunda mulher, com quem casou em 1968, é a dinamarquesa Hanne Taabbel Kruse.
Sindika Dokolo frequentou o Lycée Saint-Louis-de-Gonzague em Paris, onde concluiu a formação de nível secundário, e licenciou-se em Economia, Comércio e Línguas Estrangeiras na Universidade Pierre e Marie Curie.
Em 2002, casou em Luanda com Isabel dos Santos, a filha mais velha de José Eduardo dos Santos, Presidente de Angola de 1979 a 2017.

## Colecção de arte africana
Por iniciativa do pai, Sindika Dokolo começou aos 15 anos de idade a constituir uma colecção de obras de arte. Numa entrevista concedida à Televisão Pública de Angola, contou que os seus pais já gostavam muito de arte: a sua mãe levou-o a visitar todos os museus da Europa e o seu pai era um grande colecionador de arte clássica africana.
Em 1995, decidiu voltar ao antigo Zaire para entrar nos negócios da família: um total de 17 empresas (banca, pecuária, pesca, exportação de café, imobiliário, distribuição de bens de consumo, transporte de mercadorias, impressão, seguros, mineração e venda de automóveis) criadas pelo pai. Contudo, o país entrou em colapso e as empresas foram posteriormente nacionalizadas pelo Governo do Zaire, em 1986, liderado pelo antigo Chefe de Estado, Mobutu Sese Seko. Depois do falecimento do pai, em 2001, Sindika tomou em mãos os negócios da família.
Em Luanda, Sindika Dokolo constituiu a Fundação Sindika Dokolo, a fim de promover as artes e festivais de cultura em Angola e noutros países. O objectivo desta fundação é o de criar um centro de arte contemporânea em Luanda, não apenas peças de arte contemporânea africana, mas o de providenciar as condições e actividades necessárias para integrar os artistas africanos nos círculos internacionais do mundo da arte. Sindika sublinha que o seu envolvimento no domínio das artes não tem por objectivo ser reconhecido como um grande colecionador, mas antes "dar a conhecer ao mundo os artistas africanos". A Fundação tem por principio emprestar gratuitamente as obras da colecção a qualquer museu internacional desde que, em contrapartida, esse museu apresente a mesma exposição num país africano à sua escolha.
Sindika Dokolo começou com exposições como o Observatorio SD (julho de 2006 - agosto de 2006) no Instituto Valenciano de Arte Moderna, em Espanha, a Trienal de Luanda (dezembro de 2006 - março de 2007), ou o Check List Luanda Pop (junho de 2007 - novembro de 2007) na Bienal de Veneza, em Itália. Quando o colecionador alemão Hans Bogatzke faleceu, o curador Fernando Alvim propôs a Sindika Dokolo que adquirisse o seu acervo de 500 peças. As peças foram compradas por um preço baixo, porque a viúva de Hans Bogatzke, embora gostasse muito do marido, não gostava da colecção e agradava-lhe a ideia de se desfazer dela e, ao mesmo tempo, saber que ela seria mostrada em África. Com o objectivo de expor ao público africano a produção de arte contemporânea, Sindika Dokolo levou a sua colecção até Luanda, em eventos regulares. Em 25 de janeiro de 2010, realizou uma exposição de grande envergadura, denominada Luanda Suave e Frenética, por ocasião do 434º aniversário da cidade de Luanda.
Em Dezembro de 2013, Sindika Dokolo marcou presença na inauguração da VII Bienal de São Tomé e Príncipe, exposição internacional de arte daquele país, na qual foram expostas obras da Fundação Sindika Dokolo. Em entrevista ao português Jornal de Negócios, o colecionador falou sobre a sua colecção, defendendo que "a mais-valia da cena artística africana contemporânea é a de dar uma perspectiva sensível e inteligente de um continente em plena mutação". Na mesma entrevista, salientou que, em termos demográficos, em 2050 existirão 25% mais africanos que chineses e, no plano económico, assiste-se a um "crescimento estrutural do continente africano", aspectos estes que vão no seu entender projectar o continente africano no futuro.
Em 2014, Sindika Dokolo participou na maior feira mundial de arte africana, a "1:54", que decorreu em Londres entre os dias 16 e 19 de Outubro, e que contou com a participação de diversas personalidades, entre as quais Lupita Nyong'o. Neste evento foram vários os artistas e celebridades, como a modelo Alek Wek ou o cantor Keziah Jones, que manifestaram publicamente o seu apoio e agradecimento pelo trabalho do colecionador, destacando o papel que a Fundação Sindika Dokolo tem desempenhado no desenvolvimento da arte contemporânea africana. À margem desta participação, Sindika Dokolo, em entrevista à New African Magazine, falou sobre os projectos para Angola e a forma como "a arte contemporânea africana deve estar acessível aos africanos e ter impacto nas suas vidas".
Em março de 2015, Sindika Dokolo foi distinguido com a Medalha de Mérito pela Câmara Municipal do Porto, a propósito da exposição de arte contemporânea You Love Me, You Love Me Not. Esta homenagem  é o reconhecimento da cidade pelo contributo de Sindika Dokolo, que permite à cidade do Porto desenvolver um dos projectos mais relevantes no âmbito da arte contemporânea da actualidade, ajudando a estabelecer uma ponte singular entre a cidade e o mundo. A exposição contou com obras do acervo do colecionador de arte e reúne meia centena de artistas (nem todos africanos). Trata-se da mais importante mostra da colecção da Fundação Sindika Dokolo alguma vez concretizada e é considerada a maior colecção de arte africana existente.
Em Janeiro de 2016, a Fundação Sindika Dokolo reforçou a sua ligação a Portugal, ao escolher a cidade do Porto para estabelecer a sua sede para a Europa. Situada no edifício da Casa Manoel de Oliveira, a nova sede da Fundação será um espaço que pretende "promover redes de reflexão artística e fortalecer laços entre Portugal e Angola, a Europa e África, numa ode à Arte enquanto elemento unificador de povos e países", afirmou à data o Presidente da Fundação, Sindika Dokolo.
Sindika Dokolo lançou uma campanha mundial para devolver, a África, as peças de arte vendidas ilegalmente durante o período colonial. Para começar, a Fundação Sindika Dokolo entregou a Angola duas máscaras e uma estatueta do povo Tchokwe, que tinham sido saqueadas durante o conflito armado, recuperadas após vários anos de negociação com colecionadores europeus.

## Negócios
Sindika Dokolo teve negócios de vulto na República Democrática do Congo, mas foi em Angola que teve a sua principal base de negócios. Foi membro do conselho de administração da empresa cimenteira angolana Nova Cimangola, e também da portuguesa Amorim Energia. Em entrevista ao português Jornal de Negócios, Sindika Dokolo afirmou que costumava visitar com frequência as províncias de Angola: "Vou muito às províncias e constato os efeitos positivos das políticas de encorajamento e dinamização da produção local e da criação de infra-estruturas". Relativamente à situação económica de Angola, Sindika Dokolo afirmou que esta teve um lado muito positivo, porque revelou ao governo angolano "problemas estruturais da economia". "É uma sorte para Angola ter um governo que tem experiência na gestão de crises", justificou o empresário. Para além do futuro de Angola, Sindika Dokolo falou ainda dos negócios de Isabel dos Santos e defende a "visão estratégica, rigor e disciplina extrema que ela coloca no trabalho". O empresário Sindika Dokolo sublinhou a confiança que Isabel dos Santos tem vindo a criar no sector da banca, e o número de postos de trabalho que têm sido criados em Portugal e Angola, com base nos seus investimentos. Por essa razão, Sindika Dokolo afirmou que a sua mulher devia ser tratada com menos "preconceito" e mais "objectividade". O colecionador de arte invistiu em vários sectores, nomeadamente diamantes, petróleo, imobiliário e telecomunicações, em Angola, Portugal, Suíça, Reino Unido e Moçambique. Em entrevista à Jeune Afrique, declarou ainda que não tem como objectivo "construir um grande grupo integrado", mas sim ter a oportunidade de ver "Angola e República Democrática do Congo como um conjunto complementar" – "um eixo Luanda-Quinxassa que poderia criar um contrapeso para a supremacia sul-africana".